# Zbrodniarz, który ukradł zbrodnię (powieść)
Zbrodniarz, który ukradł zbrodnię – powieść kryminalna Krzysztofa Kąkolewskiego, po raz pierwszy wydana w 1969 r. przez Wydawnictwo Iskry.

## Geneza powieści
Zbrodniarza, który ukradł zbrodnię Krzysztof Kąkolewski napisał na konkurs na powieść kryminalną, ogłoszony w 1967 r. przez Wydawnictwo Iskry i Komendę Główną Milicji Obywatelskiej. Powieść była drukowana najpierw w odcinkach w tygodniku „Świat” (numery 8–25 z 1968 r.), wydanie książkowe ukazało się nakładem Iskier w serii „Klub Srebrnego Klucza” z datą 1969 r. (właściwie 1968).
Według Alicji Helman powieść była inspirowana prawdziwymi zdarzeniami, pisarz zastrzegł jednak w książce, że „wszystkie przedstawione w powieści zdarzenia, choć mogą być podobne do autentycznych, są zmyślone, a osoby występujące są postaciami fikcyjnymi”.

## Treść
Powieść jest stylizowana na zbiór autentycznych materiałów (pism, sprawozdań, zeznań, fragmentów dziennika głównego bohatera itp.) dokumentujących dwa pozornie niezwiązane z sobą zdarzenia w Warszawie końca lat 60. – kradzież dziennego utargu 400 tys. zł ze sklepu monopolowego i zagadkową śmierć Ewy Salm. Powieść składa się z trzech części:
1. „Rok temu” – były kapitan MO Siwy, który niedawno z powodów zdrowotnych (choroba serca) odszedł z pracy w Komendzie Głównej Milicji Obywatelskiej na wcześniejszą emeryturę, z artykułu w „Kurierze Polskim” w 1967 r. dowiaduje się przypadkiem o śmierci na skutek wypadnięcia z okna kamienicy młodej kobiety nazwiskiem Ewa Salm. Ponieważ kobieta jest mu znana z ostatniego śledztwa, jakie prowadził w MO, mimo choroby postanawia prywatnie zająć się sprawą i zbadać okoliczności śmierci Ewy Salm, jak i powtórnie przeanalizować już zakończone śledztwo w sprawie rabunku utargu[2].
2. „Dwa lata temu” – w 1966 r. doszło do napadu na Jerzego Pałkę, kierownika sklepu monopolowego przy ul. Puławskiej w Warszawie, przenoszącego dzienny utargu do banku – w napadzie skradziono sumę 400 tys. zł. W śledztwie prowadzonym przez kpt. Siwego są brane pod uwagę różne możliwości; ostatecznie milicja aresztuje jednego z podejrzanych, który początkowo zaprzecza, na rozprawie jednak przyznaje się jednak do dokonania napadu i kradzieży pieniędzy[3].
3. „Rok temu” – po śmierci Ewy Salm Siwy prowadzi na własną rękę, bez wsparcia milicji, prywatne śledztwo. Odwiedza m.in. skazanego za napad i rabunek pieniędzy, który odsiaduje karę w więzieniu we Wronkach. Mimo przyznania się Siwy ma wątpliwości co do jego winy, wielokrotnie rozmawia z jego rodziną, odwiedza też matkę Ewy Salm. Przełomem okazuje się dopiero spotkanie z „drugą Ewą”, dawną przyjaciółką Ewy Salm, która opowiada Siwemu o towarzystwie, w którym obracała się Ewa Salm. Na tej podstawie Siwy wykrywa i chwyta prawdziwego sprawcę napadu i rabunku pieniędzy oraz mordercę Ewy Salm[4].

## Ekranizacja. „Uderzenie”
Na podstawie powieści w 1969 r. Janusz Majewski nakręcił film pod tym samym tytułem, również stylizowany na dokument, z Zygmuntem Hübnerem w roli Siwego i Barbarą Brylską w roli Ewy Salm.
Postać Siwego pojawia się też w opowiadaniu Kąkolewskiego dla młodzieży „Uderzenie” z 1971 r. Siwy awansował w nim na majora i pracuje jako wykładowca na wydziale kryminalnym milicyjnej szkoły wyższej.